# Giovanni II d'Alençon
Giovanni II di Valois-Alençon (Argentan, 2 marzo 1409 – Parigi, 8 settembre 1476) è stato un condottiero francese, duca d'Alençon.

## Biografia
Nato nel castello d'Argentan da Giovanni I d'Alençon e Maria di Bretagna, successe al padre, morto nel 1415 nella Battaglia di Agincourt, nei titoli di duca d'Alençon e conte di Perche (Giovanni II); era ancora minorenne.
Partecipò alla Battaglia di Verneuil il 17 agosto 1424 e fu catturato dagli inglesi. Fu tenuto prigioniero fino al 1429, quando fu rilasciato dopo il pagamento di un congruo riscatto, che lo impoverì e sottomise il suo ducato al controllo degli inglesi. Prima di essere catturato a Verneuil, aveva sposato, nel 1424 a Blois, Giovanna di Valois, figlia di Carlo, Duca d'Orléans, ma questa morì nel 1432.
Subito dopo il rilascio, si unì a Giovanna d'Arco nella campagna della Loira. Alla fine di quest'ultima, nel settembre del 1429, preferì attaccare gli inglesi nei pressi dei loro domini in Normandia. Il 30 aprile 1437, nel Castello di L'Isle-Jourdain, sposò Maria di Armagnac (1420 † 25 luglio 1473, monastero di Mortagne-au-Perche), figlia di Giovanni IV d'Armagnac.
Giovanni fu insoddisfatto del Trattato di Arras del 1435, avendo sperato di rimediare al suo stato di indigenza mediante il saccheggio dei borgognoni. Entrò in contrasto con Carlo VII di Francia e prese parte alla rivolta del 1439-40 (la cosiddetta Praguerie) ma fu perdonato. Prese parte all'invasione della Normandia nel 1449, ma entrò imprudentemente in corrispondenza con gli inglesi dal 1440 (accettò anche l'Ordine del Toson d'oro). Subito dopo aver testimoniato al processo di riabilitazione di Giovanna d'Arco nel 1456, fu arrestato da Jean de Dunois ed imprigionato a Aigues-Mortes. Nel 1458 fu accusato di lesa maestà e condannato a morte, ma la sentenza fu commutata ed il Duca fu detenuto a Loches. Fu liberato da Luigi XI nel 1461, quindi imprigionato ancora e condannato a morte il 18 luglio 1474; il suo ducato fu confiscato. La sentenza tuttavia non fu eseguita e Giovanni morì in carcere, nel Louvre, nel 1476.

## Discendenza
Ebbe due figli dalla seconda moglie Maria:
- Catherine (1452-1505), sposò nel 1461 a Tours Francesco Guy XIV de Montmorency, Conte di Laval († 1500);
- René (1454-1492), duca d'Alençon.

Ebbe inoltre diversi figli illegittimi:
- Jean (vivente nel 1483);
- Robert (vivente nel 1489);
- Jeanne († dopo il 4 dicembre 1481), Contessa di Beaumont-le-Roger, sposò nel 1470 Guy de Maulmont;
- Madelein, sposò Enrico de Breuil.

## Ascendenza
|                        |                      |                           | Genitori                        |  |  | Nonni |  |  | Bisnonni           |  |  | Trisnonni       |  |
|                        |                      |                           |                                 |  |  |       |  |  | Carlo II d'Alençon |  |  | Carlo di Valois |  |
|                        |                      |                           |                                 |  |  |       |  |  | Carlo II d'Alençon |  |  | Carlo di Valois |  |
|                        |                      | Margherita d'Angiò        |                                 |  |  |       |  |  | Carlo II d'Alençon |  |  |                 |  |
| Pietro II d'Alençon    |                      |                           |                                 |  |  |       |  |  | Carlo II d'Alençon |  |  |                 |  |
|                        |                      | Maria de La Cerda         | Ferdinando di La Cerda          |  |  |       |  |  |                    |  |  |                 |  |
|                        |                      | Maria de La Cerda         | Ferdinando di La Cerda          |  |  |       |  |  |                    |  |  |                 |  |
|                        |                      | Maria de La Cerda         | Giovanna Núñez di Lara          |  |  |       |  |  |                    |  |  |                 |  |
| Giovanni I d'Alençon   |                      | Maria de La Cerda         |                                 |  |  |       |  |  |                    |  |  |                 |  |
|                        |                      | Guglielmo II Chamaillard  | Guglielmo I Chamaillard         |  |  |       |  |  |                    |  |  |                 |  |
|                        |                      | Guglielmo II Chamaillard  | Guglielmo I Chamaillard         |  |  |       |  |  |                    |  |  |                 |  |
|                        |                      | Guglielmo II Chamaillard  | Iremburga                       |  |  |       |  |  |                    |  |  |                 |  |
| Maria Chamaillard      |                      | Guglielmo II Chamaillard  |                                 |  |  |       |  |  |                    |  |  |                 |  |
|                        |                      | Maria di Beaumont-Brienne | Giovanni II di Beaumont-Brienne |  |  |       |  |  |                    |  |  |                 |  |
|                        |                      | Maria di Beaumont-Brienne | Giovanni II di Beaumont-Brienne |  |  |       |  |  |                    |  |  |                 |  |
|                        |                      | Maria di Beaumont-Brienne | Isabella d'Harcourt             |  |  |       |  |  |                    |  |  |                 |  |
| Giovanni II d'Alençon  |                      | Maria di Beaumont-Brienne |                                 |  |  |       |  |  |                    |  |  |                 |  |
|                        | Giovanni di Montfort | Arturo II di Bretagna     |                                 |  |  |       |  |  |                    |  |  |                 |  |
|                        | Giovanni di Montfort | Arturo II di Bretagna     |                                 |  |  |       |  |  |                    |  |  |                 |  |
|                        | Giovanni di Montfort | Iolanda di Dreux          |                                 |  |  |       |  |  |                    |  |  |                 |  |
| Giovanni V di Bretagna | Giovanni di Montfort |                           |                                 |  |  |       |  |  |                    |  |  |                 |  |
|                        |                      | Giovanna di Fiandra       | Luigi I di Nevers               |  |  |       |  |  |                    |  |  |                 |  |
|                        |                      | Giovanna di Fiandra       | Luigi I di Nevers               |  |  |       |  |  |                    |  |  |                 |  |
|                        |                      | Giovanna di Fiandra       | Giovanna di Rethel              |  |  |       |  |  |                    |  |  |                 |  |
| Maria di Bretagna      |                      | Giovanna di Fiandra       |                                 |  |  |       |  |  |                    |  |  |                 |  |
|                        |                      | Carlo II di Navarra       | Filippo III di Navarra          |  |  |       |  |  |                    |  |  |                 |  |
|                        |                      | Carlo II di Navarra       | Filippo III di Navarra          |  |  |       |  |  |                    |  |  |                 |  |
|                        |                      | Carlo II di Navarra       | Giovanna II di Navarra          |  |  |       |  |  |                    |  |  |                 |  |
| Giovanna di Navarra    |                      | Carlo II di Navarra       |                                 |  |  |       |  |  |                    |  |  |                 |  |
|                        |                      | Giovanna di Francia       | Giovanni II di Francia          |  |  |       |  |  |                    |  |  |                 |  |
|                        |                      | Giovanna di Francia       | Giovanni II di Francia          |  |  |       |  |  |                    |  |  |                 |  |
|                        |                      | Giovanna di Francia       | Bona di Lussemburgo             |  |  |       |  |  |                    |  |  |                 |  |
|                        |                      | Giovanna di Francia       |                                 |  |  |       |  |  |                    |  |  |                 |  |